# Сухая Табола
Сухая Табола (Табола) — река в России, протекает по Тульской и Рязанской областях. Левый приток реки Мокрая Табола.

## География
Река Сухая Табола берёт начало близ села Затворное Скопинского района Рязанской области. Течёт по открытой местности в юго-восточном направлении, пересекает границу Тульской области. На реке образовано несколько прудов. Сухая Табола сливается с Мокрой Таболой у деревни Крюково Кимовского района. Устье реки находится в 1,5 км от устья реки Мокрая Табола по левому берегу. Длина реки составляет 39 км, площадь водосборного бассейна — 323 км². На высоком коренном берегу реки Таболы находится Пустое Красное городище, где археологами найдено древнерусское поселение первой половины XII века.

### Притоки
(указано расстояние от устья)
- 8,2 км: река Дриска (лв)
- 13 км: река Дегтярка (пр)

## Данные водного реестра
По данным государственного водного реестра России относится к Донскому бассейновому округу, водохозяйственный участок реки — Дон от истока до города Задонск, без рек Красивая Меча и Сосна, речной подбассейн реки — бассейны притоков Дона до впадения Хопра. Речной бассейн реки — Дон (российская часть бассейна).
Код объекта в государственном водном реестре — 05010100312107000000359.